# You've really got a hold on me
You've really got a hold on me is een lied van de Amerikaanse zanger en liedschrijver Smokey Robinson. In 1962 haalde zijn groep The Miracles met dit nummer een top 10-hit. In 1998 werd het opgenomen in de Grammy Hall of Fame. Het is ook opgenomen in de 500 Songs that Shaped Rock and Roll van de Rock and Roll Hall of Fame. Het nummer is vele malen gecoverd, onder andere door The Beatles op hun tweede album With the Beatles, onder de licht gewijzigde titel  You really got a hold on me.
De zanger weet dat het voor hem beter zou zijn als hij zijn geliefde zou verlaten, maar dat kan niet: ze heeft hem in haar greep.

## Versie van The Miracles
Smokey Robinson schreef You've really got a hold on me in 1962, toen hij voor Motown op zakenreis was. Hij schreef het op zijn hotelkamer en werd daarbij geïnspireerd door Bring it on home to me van Sam Cooke, dat hij die dag had gehoord.
Het lied werd op 16 oktober 1962 opgenomen in Hitsville USA, de studio van Motown in Detroit, met Smokey Robinson als leadzanger, deels in close harmony met Bobby Rogers. De overige Miracles waren Claudette Rogers Robinson, Ronnie White en Pete Moore (achtergrondzang) en Marv Taplin (gitaar). Verder werkten mee Eddie Willis (gitaar) en andere leden van The Funk Brothers, de vaste instrumentale begeleiders van Motown.
You've really got a hold on me kwam uit op 9 november 1962 als B-kant van Happy landing. Toen enkele diskjockeys de achterkant leuker vonden en die gingen draaien in plaats van de A-kant, begon het publiek naar de B-kant te vragen. Die werd toen de hit. De single bereikte de achtste plaats in de Billboard Hot 100 en de eerste plaats in de Hot R&B Singles, de toenmalige naam van de Hot R&B/Hip-Hop Songs. Het werd de tweede plaat van de groep die in meer dan een miljoen exemplaren over de toonbank ging, na Shop Around.
Het volgende jaar werd het nummer opgenomen op de langspeelplaat The fabulous Miracles. Een live-uitvoering uit 1963 is te zien op de dvd The definitive performances 1963-1987. Het nummer is ook te horen in de film Nothing but a man uit 1963 en in The T.A.M.I. Show uit 1964. In 1983 zongen The Miracles het nummer nogmaals in de tv-documentaire Motown 25: Yesterday, today, forever.
Op 24 februari 2011 zongen Smokey Robertson en Sheryl Crow het lied tijdens een door president Barack Obama geïnitieerd Motown-concert in het Witte Huis.

## Versie van The Beatles
The Beatles namen You really got a hold on me in 1963 op voor hun tweede langspeelplaat With the Beatles. Hoewel de versie van The Miracles in het Verenigd Koninkrijk geen hit was geworden, kenden de groepsleden het nummer wel. Ze namen het op in hun repertoire en brachten het een paar maal live in BBC-uitzendingen. De versie die op 30 juli 1963 werd uitgezonden, staat op het album Live at the BBC. Een liveversie van het nummer tijdens een concert in Stockholm van oktober 1963 staat op het verzamelalbum Anthology 1.
The Beatles namen het nummer op 18 juli 1963 op in de Abbey Road Studios. Het kostte zeven ‘takes’, waarvan vier compleet, waarna ze nog viermaal een stukje van het nummer opnamen. Het uiteindelijke resultaat was samengesteld uit de takes 7, 10 en 11. De montage vond plaats op 21 augustus; op dezelfde dag werd de monoversie van de lp samengesteld. The stereoversie volgde op 29 oktober.
De bezetting was:
- John Lennon, zang, slaggitaar
- George Harrison, zang, sologitaar
- Paul McCartney, achtergrondzang, basgitaar
- Ringo Starr, drums
- George Martin, piano

You really got a hold on me is een van de drie nummers uit het Motownrepertoire op With the Beatles. De andere twee zijn Please Mr. Postman van The Marvelettes en Money (that's what I want) van Barrett Strong. Alle drie nummers staan ook op The Beatles' Second Album, de tegenhanger van With the Beatles in de Verenigde Staten.
In 1969 speelde de groep het nummer opnieuw tijdens de Get Back-sessies. Het is te horen in de documentaire Let It Be, die van dit mislukte project is gemaakt. George Harrison verwees in 1987 naar dit nummer op zijn single When We Was Fab.

## Andere versies
You've really got a hold on me is vaak gecoverd. Enkele bekende coverversies zijn:
- Cliff Bennett and the Rebel Rousers op een single uit 1963.
- Phil Collins op de ‘Ultimate Edition’ van zijn album Going back uit 2010.
- Michael Jackson nam het nummer in het begin van de jaren zeventig op, maar het verscheen pas op het album Farewell my summer love uit 1984.[6]
- Cyndi Lauper op het album At last uit 2003.[7]
- Meshell Ndegeocello met The Funk Brothers (onder wie Eddie Willis) in de documentaire bioscoopfilm Standing in the Shadows of Motown van Paul Justman uit 2002.[8]
- Laura Nyro met Labelle op het album Gonna take a miracle uit 1971.[9]
- She & Him op hun debuutalbum Volume One uit 2008.[10]
- The Small Faces op From the beginning, hun afscheidsalbum bij Decca uit 1967.
- Rod Stewart op zijn album Soulbook uit 2009.[11]
- The Supremes op het album A bit of Liverpool uit 1964.
- The Temptations op het album The Temptations sing Smokey uit 1965, dat geproduceerd was door Smokey Robinson zelf.[12]
- Wendy Van Wanten op een cd-single uit 1998. Het nummer staat er twee keer op: een keer gezongen met Johnny Logan en een keer solo gezongen.[13]
- The Zombies op hun debuutalbum Begin here uit 1965.[14]